# Mallada adamsi
Mallada adamsi är en insektsart som först beskrevs av Tim R. New 1980.  Mallada adamsi ingår i släktet Mallada och familjen guldögonsländor. Inga underarter finns listade i Catalogue of Life.